# Koalitionsaussage
Eine Koalitionsaussage ist eine Aussage einer Partei vor einer Wahl, welche Koalition(en) sie nach der Wahl anstrebt. Eine derartige Koalitionsaussage kann exklusiv sein, d. h. andere Koalitionsmöglichkeiten werden ausgeschlossen oder sie kann unter dem Vorbehalt stehen, dass sie nur gilt, wenn die gewünschte Koalition eine Mehrheit hat. Entsprechend gilt bei der negativen Koalitionsaussage, dass die Partei verspricht, mit einer konkreten anderen Partei keine Koalition einzugehen. Eine Koalitionsaussage ist (wie andere Wahlversprechen) rechtlich nicht bindend und kann gebrochen werden. Bekannt ist der gescheiterte Versuch von Andrea Ypsilanti, nach der Landtagswahl in Hessen 2008 entgegen ihrer klaren Koalitionsaussage eine von der Partei Die Linke tolerierte rot-grüne Regierung zu bilden.

## Allgemeines
In Staaten mit Verhältniswahlrecht sind Koalitionsregierungen die Regel. Da die Wahl des Koalitionspartners für die Richtung der verfolgten Regierungspolitik vielfach entscheidend ist, ist die Frage, welche Koalitionen nach dem Wahltag angestrebt werden, vor der Wahl eine vieldiskutierte, die auch für die Entscheidung des Wählers für eine bestimmte Partei entscheidend sein kann. In der Politikwissenschaft werden Koalitionsaussagen daher als positiv bewertet, da sie die Transparenz erhöhen und den Einfluss der Wähler gegenüber den Parteigremien (die ansonsten nach der Wahl frei über Koalitionsbildung entscheiden würden) stärken. Im Zeitraum 1946 bis 1998 haben in den 22 Demokratien in Europa die Parteien in 44 % aller Wahlen vorab eine Koalitionsaussage getroffen. Hierbei treten jedoch starke nationale Unterschiede auf. Während Koalitionsaussagen in Deutschland, Frankreich, Österreich und Spanien üblich sind, sind sie in Dänemark, Schweden und den Niederlanden ungebräuchlich.

### Koalitionssignal
Koalitionsaussage können auch informell getroffen werden. Wenn sich Parteien einer bestehenden Koalition oder eines politischen Lagers im Wahlkampf klar erkennbar schonen oder konkrete andere Parteien verletzend angegriffen werden, kann der Wähler aus diesem Verhalten eine implizite Koalitionsaussage ableiten. In diesem Fall spricht die Politikwissenschaft von einem Koalitionssignal.

## Arten von Koalitionsaussagen
Es lassen sich folgende Arten von Koalitionsaussagen unterscheiden:
|         |                     |                   | Explizit       | Implizit |
| ------- | ------------------- | ----------------- | -------------- | -------- |
| Positiv | Wunschkoalition     | Exekutivkoalition | Ohne Bedingung |          |
| Positiv | Wunschkoalition     | Exekutivkoalition | Mit Bedingung  |          |
| Positiv | Wunschkoalition     | Tolerierung       | Ohne Bedingung |          |
| Positiv | Wunschkoalition     | Tolerierung       | Mit Bedingung  |          |
| Positiv | Alternativkoalition | Exekutivkoalition | Ohne Bedingung |          |
| Positiv | Alternativkoalition | Exekutivkoalition | Mit Bedingung  |          |
| Positiv | Alternativkoalition | Tolerierung       | Ohne Bedingung |          |
| Positiv | Alternativkoalition | Tolerierung       | Mit Bedingung  |          |
| Negativ |                     |                   | Ohne Bedingung |          |
| Negativ |                     | Mit Bedingung     |                |          |
| Neutral |                     |                   |                |          |

## Verzicht auf eine Koalitionsaussage
Auch der bewusste Verzicht auf eine Koalitionsaussage wird als politisches Signal an die Wähler verstanden. So verzichteten beispielsweise die Regierungsparteien nach der Großen Koalition bei der Bundestagswahl 1969 auf eine solche Aussage. Die SPD wollte sich die Möglichkeit einer sozialliberalen Koalition offenhalten, die CDU hoffte auf eine absolute Mehrheit. Beide Parteien warben darum, die ungeliebte große Koalition zu beenden.

## Negative Koalitionsaussage
Der hessische Grünen-Landesvorsitzende Tarek Al-Wazir sieht sich als Erfinder dieser Wortschöpfung; er habe diesen Begriff erstmals im Wahlkampf zur Landtagswahl in Hessen 2009 verwendet.
Der Begriff Ausschließeritis leitet sich ab vom Verb ausschließen und der Endung -itis, die meist eine entzündliche Krankheit bezeichnet.
Negative Koalitionsaussagen können die Koalitionsbildung soweit erschweren, dass eine stabile Regierungsbildung unmöglich wird.
- Vor der hessischen Landtagswahl 2008 traten die Parteien mit umfangreichen negativen Koalitionsaussagen an. Die FDP schloss eine Beteiligung an einer Ampelkoalition aus, die SPD eine Zusammenarbeit mit der Linken. Da die SPD jedoch auch Koalitionssignale gegen eine große Koalition gesendet hatte, war eine Regierungsbildung ohne Bruch eines dieser Versprechen nach der Wahl nicht möglich. Der Versuch der SPD, diese Hessischen Verhältnisse durch einen Bruch der Koalitionsaussage in Bezug auf die Linke zu lösen, scheiterte an Widerspruch aus den eigenen Reihen.[5]

In der Folge bildete sich in der Öffentlichkeit das politische Schlagwort der Ausschließeritis. Dieses beschreibt pejorativ eine Häufung von negativen Koalitionsaussagen, die bestimmte Koalitionen oder Tolerierungen ausschließen. Eine Aussage der Art "wir koalieren in der nächsten Legislaturperiode nur mit der Partei XY" kann mehrere andere Koalitions-Alternativen ausschließen.
- Nach der Bundestagswahl am 22. September 2013 haben SPD, Grüne und Die Linke eine Mehrheit der Bundestagsmandate. Die SPD hatte vor dieser Wahl aber eine rot-rot-grüne Koalition ausgeschlossen.